# Hydrotaea xinjiangensis
Hydrotaea xinjiangensis este o specie de muște din genul Hydrotaea, familia Muscidae, descrisă de Ni în anul 1982. Conform Catalogue of Life specia Hydrotaea xinjiangensis nu are subspecii cunoscute.